# Sick to Death E.P.
Sick to Death E.P. – minialbum niemieckiego zespołu digital hardcore Atari Teenage Riot, wydany w 1997 roku przez Digital Hardcore Recordings. Został wyprodukowany przez frontmana Aleca Empire.

## Lista utworów
1. "Sick to Death" - 3:44
2. "We've Got the Fucking Power" - 4:44
3. "Sick to Death" (Remix) - 6:00
4. "Waves of Disaster" (Instrumental) - 5:11

Wydanie japońskie
1. "Noise and Anger" - 4:45
2. "Deutschland (Has Gotta Die!)" (Remix) - 6:55
Bez tytułu - 44:41 (utwór ukryty zawierający całe nagranie koncertowe)